# Kelly Faris
Kelly Elizabeth Faris (Plainfield, 16 gennaio 1991) è un'ex cestista statunitense, professionista nella WNBA.

## Carriera
È stata selezionata dalle Connecticut Sun al primo giro del Draft WNBA 2013 con l'11ª chiamata assoluta.

## Palmarès
- 2 volte campionessa !NCAA (2010, 2013)